# 中彼得曼山脈
71°30′S 12°28′E / 71.500°S 12.467°E
中彼得曼山脈（德語：Mittlere Petermannkette）是南極洲的山脈，位於毛德皇后地的沃爾塔特山脈，屬於彼得曼山脈的一部分，全長31公里，該山脈由德國探險隊發現。